# Aeroportul Hamburg
Aeroportul Hamburg (IATA: HAM, ICAO: EDDH) este un aeroport din Hamburg, Germania ce deservește zona Hamburg. Aeroportul a fost tranzitat în 2022 de 11.096.296 de pasageri. A fost deschis în ianuarie 1912 și numit după zona deservită.
Situat la o altitudine de 16 m, aeroportul dispune de 2 piste și ocupă o suprafață de 5.700.000 m².

## Infrastructură

### Piste
Aeroportul dispune de 2 piste. Pista 05/23 are suprafața de asfalt și dimensiunile 3.250 m × 46 m. Pista 15/33 are suprafața de asfalt și dimensiunile 3.666 m × 46 m. 

## Destinații
La momentul actual (sept 2024) următoarele aeroporturi din România au legătruri directe cu acest aeroport:  București